# Hans Geiselbrechtinger
Hans Geiselbrechtinger (* 10. September 1922 in Kremshub, Felizenzell; † 27. Juli 1985) war ein deutscher Politiker (CSU). Er war von 1972 bis zu seinem Tod 1985 Landrat des Landkreises Landshut.

## Leben
Hans Geiselbrechtinger wurde auf dem elterlichen Bauernhof in Kremshub geboren. 1940 absolvierte er das Abitur. Er war als Funker Teilnehmer des Zweiten Weltkriegs und geriet 1945 in Kriegsgefangenschaft. Nach dem Tod seiner zwei Brüder in Krieg übernahm er den elterlichen Hof. 1960 wurde er in den Gemeinderat der Gemeinde Felizenzell gewählt. Er war vor der Gebietsreform im Jahr 1972 zwei Jahre Landrat des Altlandkreises Vilsbiburg und wurde der erste Landrat des reformierten Landkreises Landshut. Auf ihn geht die Entscheidung zurück, eine Berufsfachschule für Krankenpflege in Vilsbiburg aufzubauen. Er war u. a. auch Vorsitzender des bayerischen Cimbern-Kuratoriums und Ehrenmitglied der katholischen Studentenverbindung KDStV Agilolfia Freising im CV.
Er verstarb völlig unerwartet am 27. Juli 1985 während seiner Amtszeit.

## Ehrungen
- Verdienstkreuz am Bande der Bundesrepublik Deutschland
- Verdienstkreuz 1. Klasse der Bundesrepublik Deutschland
- Ritterkreuz des Verdienstordens der Republik Italien
- Medaille für besondere Verdienste um die kommunale Selbstverwaltung in Silber